# Michael Petersén
Anders-Michael Petersén, född 21 september 1959, är en svensk rollspelskonstruktör som författat många av Äventyrsspels rollspelsprodukter till spel såsom Drakar och Demoner, Kult, Mutant, Call of Cthulhu Sverige men även Skuggornas mästare och En garde!. Ofta har han författat tillsammans med sin hustru Gunilla Jonsson, tidvis i företaget Ragnarök Speldesign. Tillsammans har de skrivit romanerna Döden är bara början och De levande döda, utgivna av Fria Ligan.
2020 deltog han i K Special-dokumentären Mot Andra Världar av Jesper Huor.